# یوهانس کایزر
یوهانس کایزر (آلمانی: Johannes Kaiser; ۲۷ فوریهٔ ۱۹۳۶ – ۱۷ دسامبر ۱۹۹۶) دونده سرعت اهل آلمان بود.